# Bergviksäpple
Bergviksäpple es el nombre de una variedad cultivar de manzano (Malus domestica). 
Un híbrido de manzana originaria de Suecia. Las frutas tienen la pulpa con textura suelta, jugosa y buen sabor. Tolera la zona de rusticidad delimitada por el departamento USDA, de nivel 1 a 4.

## Sinonimia
- "Bergvik".

## Historia
La variedad de manzana 'Bergviksäpple' lleva el nombre de la localidad de Bergvik, en la parroquia de Söderala, provincia de Hälsingland.
En la década de 1860, esta variedad fue descrita por Olof Eneroth. Esta variedad se ha comercializado en el «Uppsala läns plantskola»- (Vivero del condado de Uppsala), que lo tuvo en su catálogo hasta la década de 1930. Al principio, el vivero tomó sus plántulas de un manzano madre, y este árbol resultó estar perfectamente saludable, a pesar del hecho de que tenía sus raíces en un terreno de pH ácido, y el fondo de su base consistía en arcilla.
Está incluida en la relación de manzanas cultivadas en Suecia en el libro "Äpplen i Sverige : 240 äppelsorter i text och bild.
"-(Manzanas en Suecia: 240 variedades de manzanas en texto e imagen).

## Características
'Bergviksäpple' es un árbol de un vigor medio. Tiene un tiempo de floración que comienza a partir del 2 de mayo con el 10% de floración, para el 6 de mayo tiene una floración completa (80%), y para el 16 de mayo tiene un 90% caída de pétalos.
'Bergviksäpple' tiene una talla de fruto medio; forma redondeada; con nervaduras débiles, y corona muy débil; piel fina y ligeramente brillante, epidermis con color de fondo amarillo verdoso, con un sobre color lavado de rojo con pinceladas gruesas de un rojo más intenso, importancia del sobre color muy alto (90-95%), y patrón del sobre color chapa / pinceladas, presenta lenticelas de tamaño pequeño, ruginoso-"russeting" (pardeamiento áspero superficial que presentan algunas variedades) muy bajo; cáliz es medio y semicerrado, asentado en una cuenca estrecha y profunda; pedúnculo es corto y de calibre grueso, colocado en una cavidad poco profunda y estrecha, con ruginoso-"russeting" en las paredes; carne de color blanco, pulpa con textura suelta, jugosa y buen sabor.
La manzana es cosechada en septiembre y madura en noviembre, y se mantiene bien hasta febrero o más.

## Usos
Una excelente manzana para comer fresca en postre de mesa.

## Ploidismo
Diploide, polen auto estéril. Para su polinización necesita variedad de manzana con polen compatible.

## Susceptibilidades
Presenta cierta resistencia a la sarna del manzano y al mildiu.